# Aurélien Panis
Aurélien Panis, né le  29 octobre 1994 à  Saint-Martin-d'Hères (Isère), est un pilote automobile français. Il est le fils du pilote de Formule 1 Olivier Panis, vainqueur du Grand Prix automobile de Monaco 1996.

## Biographie
Aurélien Panis fait ses débuts en monoplace lors de la saison 2011 du Championnat de France F4. Il termine dixième du championnat. Il passe à l'étape suivante en 2012, en participant à certaines courses de l'Eurocup Formula Renault 2.0 et de Formula Renault 2.0 Alps. Il décroche quelques points en Formula Renault 2.0 Alps et termine seizième du championnat. Lors de la saison suivante, il intègre la Caterham Racing Academy, filière de jeunes pilotes de Caterham F1 Team. Cette intégration s'explique par le fait qu'il est le fils du manager de Charles Pic, pilote titulaire chez Caterham. Il décroche notamment ses premiers points en Eurocup Formula Renault 2.0.
Pour la saison 2014, il reste dans les deux mêmes disciplines, mais perd le soutien de Caterham, après le départ de Charles Pic, une chose fausse selon l'intéressé. Mais il se révèle en décrochant sa première victoire en monoplace, en Formula Renault 2.0 Northern European Cup, après être parti de la pole position. Deux semaines plus tard, il remporte sa première victoire en Eurocup Formula Renault 2.0, sur le Moscow Raceway. 9e de la saison 2014 de l'Eurocup Formula Renault 2.0, il est promu en Formula Renault 3.5 Series, antichambre de la Formule 1, avec l'équipe toulousaine Tech 1 Racing. En 2016, il court en Formule V8 3.5.
Lors de la première course de la saison 2018-2019 du Trophée Andros, il marque l'histoire de ce dernier avec sa victoire au volant d'une voiture électrique en étant confronté à des véhicules thermiques. En 2019-2020, après le passage du Trophée Andros au tout-électrique, il remporte pour la première fois ce championnat, devant le multiple champion en titre Jean-Baptiste Dubourg.

## Résultats en compétition automobile
| Saison | Série                       | Équipe            | Courses | Victoires | Poles | MTours | Podiums | Points | Classement |
| ------ | --------------------------- | ----------------- | ------- | --------- | ----- | ------ | ------- | ------ | ---------- |
| 2011   | Championnat de France F4    | Autosport Academy | 14      | 0         | 0     | 1      | 2       | 46     | 10e        |
| 2012   | Eurocup Formula Renault 2.0 | RC Formula        | 6       | 0         | 0     | 0      | 0       | 0      | NC         |
| 2012   | Formula Renault 2.0 Alps    | RC Formula        | 11      | 0         | 0     | 0      | 0       | 26     | 16e        |
| 2013   | Eurocup Formula Renault 2.0 | ART Junior Team   | 14      | 0         | 0     | 0      | 0       | 14     | 18e        |
| 2013   | Formula Renault 2.0 NEC     | ART Junior Team   | 5       | 0         | 0     | 0      | 0       | 45     | 27e        |
| 2013   | Mitjet 2L Supersport        | Vip Challenge     | 4       | 0         | 0     | 0      | 1       | 180    | 37e        |
| 2014   | Eurocup Formula Renault 2.0 | ART Junior Team   | 14      | 1         | 1     | 0      | 2       | 82     | 9e         |
| 2014   | Formula Renault 2.0 NEC     | ART Junior Team   | 7       | 1         | 1     | 0      | 2       | 77     | 19e        |
| 2015   | Formula Renault 3.5 Series  | Tech 1 Racing     | 17      | 0         | 0     | 0      | 0       | 42     | 12e        |
| 2016   | Formule V8 3.5              | Arden Motorsport  | 18      | 2         | 1     | 0      | 3       | 183    | 5e         |

‌
‌
‌

## Palmarès

### e-Trophée Andros
Vainqueurs (3)
- 2020 ( Audi A1)
- 2023 ( Audi A1)
- 2024 ( Audi A1)